# Robin Jacobsson (friidrottare)
Robin Jacobsson, född 15 augusti 1998, är en svensk friidrottare med specialisering på stavhopp. Han tävlar för Ullevi FK. Han vann SM-guld i stavhopp utomhus år 2021 och 2022.

## Karriär
I februari 2022 vid inomhus-SM tog Jacobsson guld i stavhopp efter ett hopp på 5,19 meter.

## Personliga rekord
| Utomhus - 100 meter – 11,44 (Kungsbacka, Sverige 4 september 2016) - 200 meter – 23,08 (Göteborg, Sverige 12 juni 2016) - Höjdhopp – 2,03 (Gävle, Sverige 12 augusti 2017) - Stavhopp – 5,41 (Skara, Sverige 6 juni 2024) - Längdhopp – 6,35 (Kungsbacka, Sverige 24 augusti 2019) | Inomhus - 60 meter – 7,11 (Göteborg, Sverige 3 mars 2022) - 1 000 meter – 3.03,49 (Göteborg, Sverige 13 mars 2016) - Höjdhopp – 2,07 (Göteborg, Sverige 5 december 2021) - Stavhopp – 5,32 (Karlstad, Sverige 17 februari 2024) - Längdhopp – 6,17 (Göteborg, Sverige 12 mars 2016) |